# Joel Rosenbaum
Joel Rosenbaum (* 20. Jahrhundert) ist ein Komponist für Film- und Fernsehmusik.
Rosenbaum trat seit den frühen 1980er Jahren für Film und Fernsehen in Erscheinung. Bis zuletzt im Jahr 1996 war er vor allem an verschiedenen Fernsehserien beteiligt, darunter Diagnose: Mord, Falcon Crest, Jake und McCabe – Durch dick und dünn und Unter der Sonne Kaliforniens. 1988 und 1988 gewann er jeweils einen Emmy. Nur selten komponierte er für Spielfilme, darunter Billy Galvin (1986) und Klauen des Todes (1986).
Seine Beteiligung an der Musik zum Film Die Farbe Lila brachte ihm bei der Oscarverleihung 1986 zusammen mit seinen Kollegen rund um Quincy Jones eine Oscar-Nominierung in der Kategorie Beste Filmmusik (Score) ein. 1987 wurden sie mit dem ASCAP Award ausgezeichnet.